# Thomas Rhett

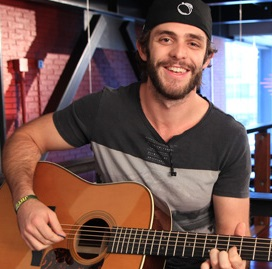
Thomas Rhett (2013)

Thomas Rhett (* 30. März 1990 in Valdosta, Georgia; eigentlich Thomas Rhett Akins Jr.) ist ein US-amerikanischer Countrysänger.

## Biografie
Thomas Rhett Akins Jr. ist der Sohn von Countrysänger Rhett Akins. Erst auf der High School beschloss er, seinem Vater nachzufolgen und Countrymusiker zu werden. Er unterschrieb einen Vertrag mit EMI und schrieb erst einmal Songs für andere Musiker wie Jason Aldean, bevor er 2012 seine Debütsingle veröffentlichte. Mit Something to Do with My Hands hatte er sofort einen Countryhit, der auch in die Billboard Hot 100 kam. Auch die nachfolgende nach ihm betitelte EP war gleichermaßen erfolgreich. Daraufhin stellte er innerhalb eines Jahres sein Debütalbum It Goes Like This fertig. Das Album brachte es ebenso wie der Titelsong auf Platz zwei der jeweiligen Countrycharts.
Rhett gewann 2021 bei den Academy of Country Music Awards in der Kategorie „Künstler des Jahres“.

## Diskografie

### Studioalben
| Jahr | Titel                 | Höchstplatzierung, Gesamtwochen, AuszeichnungChartplatzierungen (Jahr, Titel, Platzierungen, Wochen, Auszeichnungen, Anmerkungen) | Höchstplatzierung, Gesamtwochen, AuszeichnungChartplatzierungen (Jahr, Titel, Platzierungen, Wochen, Auszeichnungen, Anmerkungen) | Höchstplatzierung, Gesamtwochen, AuszeichnungChartplatzierungen (Jahr, Titel, Platzierungen, Wochen, Auszeichnungen, Anmerkungen) | Anmerkungen                              |
| Jahr | Titel                 | UK | US | Country | Anmerkungen                              |
| ---- | --------------------- | --- | --- | --- | ---------------------------------------- |
| 2013 | It Goes Like This     | — | US6 Platin · (50 Wo.)US | Country2 (78 Wo.)Country | Erstveröffentlichung: 29. Oktober 2013   |
| 2015 | Tangled Up            | UK80 (1 Wo.)UK | US6 ×2Doppelplatin · (158 Wo.)US                                                                                                  | Country2 (253 Wo.)Country | Erstveröffentlichung: 25. September 2015 |
| 2017 | Life Changes          | UK80 (1 Wo.)UK | US1 Platin · (111 Wo.)US | Country1 (154 Wo.)Country | Erstveröffentlichung: 8. September 2017  |
| 2019 | Center Point Road     | — | US1 Gold · (59 Wo.)US | Country1 (73 Wo.)Country | Erstveröffentlichung: 31. Mai 2019       |
| 2021 | Country Again: Side A | — | US10 (19 Wo.)US | Country2 (23 Wo.)Country | Erstveröffentlichung: 30. April 2021     |
| 2022 | Where We Started      | — | US12 (3 Wo.)US | Country2 (23 Wo.)Country | Erstveröffentlichung: 1. April 2022      |
| 2024 | About a Woman         | — | US19 (3 Wo.)US | Country10 (… Wo.)Country | Erstveröffentlichung: 23. August 2024    |

### Kompilationen
| Jahr | Titel          | Höchstplatzierung, Gesamtwochen, AuszeichnungChartplatzierungen (Jahr, Titel, Platzierungen, Wochen, Auszeichnungen, Anmerkungen) | Höchstplatzierung, Gesamtwochen, AuszeichnungChartplatzierungen (Jahr, Titel, Platzierungen, Wochen, Auszeichnungen, Anmerkungen) | Anmerkungen                              |
| Jahr | Titel          | US | Country | Anmerkungen                              |
| ---- | -------------- | --- | --- | ---------------------------------------- |
| 2023 | 20 Number Ones | US22 (60 Wo.)US | Country7 (… Wo.)Country | Erstveröffentlichung: 29. September 2023 |

### EPs
| Jahr | Titel        | Höchstplatzierung, Gesamtwochen, AuszeichnungChartplatzierungen (Jahr, Titel, Platzierungen, Wochen, Auszeichnungen, Anmerkungen) | Höchstplatzierung, Gesamtwochen, AuszeichnungChartplatzierungen (Jahr, Titel, Platzierungen, Wochen, Auszeichnungen, Anmerkungen) | Anmerkungen                           |
| Jahr | Titel        | US | Country | Anmerkungen                           |
| ---- | ------------ | --- | --- | ------------------------------------- |
| 2012 | Thomas Rhett | US133 (1 Wo.)US | Country24 (26 Wo.)Country | Erstveröffentlichung: 28. August 2012 |

### Singles als Leadmusiker
| Jahr | Titel Album                                       | Höchstplatzierung, Gesamtwochen, AuszeichnungChartplatzierungen (Jahr, Titel, Album, Platzierungen, Wochen, Auszeichnungen, Anmerkungen) | Höchstplatzierung, Gesamtwochen, AuszeichnungChartplatzierungen (Jahr, Titel, Album, Platzierungen, Wochen, Auszeichnungen, Anmerkungen) | Anmerkungen                                                                                        |
| Jahr | Titel Album                                       | US | Country | Anmerkungen                                                                                        |
| --- | ------------------------------------------------- | --- | --- | -------------------------------------------------------------------------------------------------- |
| 2012 | Something to Do with My Hands It Goes Like This   | US93 (4 Wo.)US | Country15 (26 Wo.)Country | Erstveröffentlichung: 21. Februar 2012                                                             |
| 2012 | Beer with Jesus It Goes Like This                 | US— GoldUS | Country26 (22 Wo.)Country | Erstveröffentlichung: 4. September 2012                                                            |
| 2013 | It Goes Like This                                 | US25 ×4Vierfachplatin · (22 Wo.)US | Country2 (27 Wo.)Country | Erstveröffentlichung: 6. Mai 2013                                                                  |
| 2013 | Get Me Some of That It Goes Like This             | US41 ×4Vierfachplatin · (20 Wo.)US | Country4 (29 Wo.)Country | Erstveröffentlichung: 18. November 2013                                                            |
| 2014 | Make Me Wanna It Goes Like This                   | US43 ×3Dreifachplatin · (20 Wo.)US | Country2 (28 Wo.)Country | Erstveröffentlichung: 5. August 2014                                                               |
| 2015 | When I Was Your Man –                             | — | Country27 (2 Wo.)Country | Erstveröffentlichung: 3. Februar 2015 Original: Bruno Mars                                         |
| 2015 | Crash and Burn Tangled Up                         | US36 ×2Doppelplatin · (20 Wo.)US | Country2 (26 Wo.)Country | Erstveröffentlichung: 27. April 2015                                                               |
| 2015 | Die a Happy Man Tangled Up                        | US21 Diamant · (30 Wo.)US | Country1 (33 Wo.)Country | Erstveröffentlichung: 28. September 2015                                                           |
| 2016 | T-Shirt Tangled Up                                | US41 ×3Dreifachplatin · (20 Wo.)US | Country3 (30 Wo.)Country | Erstveröffentlichung: 16. Februar 2016                                                             |
| 2016 | Vacation Tangled Up                               | US— PlatinUS | Country19 (20 Wo.)Country | Erstveröffentlichung: 13. Juni 2016                                                                |
| 2016 | Star of the Show Tangled Up                       | US45 Platin · (19 Wo.)US | Country4 (26 Wo.)Country | Erstveröffentlichung: 3. Oktober 2016                                                              |
| 2017 | Craving You Life Changes                          | US39 ×3Dreifachplatin · (20 Wo.)US | Country3 (26 Wo.)Country | Erstveröffentlichung: 3. April 2017 feat. Maren Morris                                             |
| 2017 | Unforgettable Life Changes                        | US47 ×2Doppelplatin · (20 Wo.)US | Country4 (26 Wo.)Country | Erstveröffentlichung: 28. Juli 2017                                                                |
| 2017 | Marry Me Life Changes                             | US30 ×4Vierfachplatin · (20 Wo.)US | Country2 (34 Wo.)Country | Erstveröffentlichung: 20. November 2017                                                            |
| 2017 | Grave Life Changes                                | — | Country23 (5 Wo.)Country | Erstveröffentlichung: 18. August 2017 Promo-Single                                                 |
| 2018 | Life Changes                                      | US36 Platin · (14 Wo.)US | Country6 (27 Wo.)Country | Erstveröffentlichung: 16. April 2018                                                               |
| 2018 | Sixteen Life Changes                              | US42 Platin · (15 Wo.)US | Country6 (26 Wo.)Country | Erstveröffentlichung: 1. Oktober 2018                                                              |
| 2018 | Leave Right Now Life Changes                      | US— GoldUS | Country38 (5 Wo.)Country | Erstveröffentlichung: 13. April 2018 Promo-Single                                                  |
| 2019 | Look What God Gave Her Center Point Road          | US32 ×2Doppelplatin · (20 Wo.)US | Country3 (26 Wo.)Country | Erstveröffentlichung: 1. März 2019                                                                 |
| 2019 | That Old Truck Center Point Road                  | — | Country36 (1 Wo.)Country | Erstveröffentlichung: 29. März 2019 Promo-Single                                                   |
| 2019 | Remember You Young Center Point Road              | US53 Platin · (18 Wo.)US | Country5 (26 Wo.)Country | Erstveröffentlichung: 15. Juli 2019                                                                |
| 2019 | Christmas In The Country –                        | — | Country45 (2 Wo.)Country | Erstveröffentlichung: 20. November 2019                                                            |
| 2020 | Beer Can’t Fix Center Point Road                  | US36 Platin · (18 Wo.)US | Country6 (26 Wo.)Country | Erstveröffentlichung: 6. Januar 2020 feat. Jon Pardi                                               |
| 2020 | Be A Light –                                      | US42 Platin · (22 Wo.)US | Country7 (26 Wo.)Country | Erstveröffentlichung: 30. März 2020 feat. Reba McEntire, Hillary Scott, Chris Tomlin & Keith Urban |
| 2020 | On Me Scoob! The Album                            | US— GoldUS | — | Erstveröffentlichung: 6. Mai 2020 mit Kane Brown feat. Ava Max                                     |
| 2020 | What’s Your Country Song Country Again: Side A    | US29 ×2Doppelplatin · (21 Wo.)US | Country1 (27 Wo.)Country | Erstveröffentlichung: 11. November 2020                                                            |
| 2021 | Country Again Country Again: Side A               | US42 Platin · (20 Wo.)US | Country5 (25 Wo.)Country | Erstveröffentlichung: 12. April 2021                                                               |
| 2021 | Slow Down Summer Where We Started                 | US52 Platin · (17 Wo.)US | Country9 (30 Wo.)Country | Erstveröffentlichung: 5. November 2021                                                             |
| 2022 | Half of Me Where We Started                       | US52 Platin · (20 Wo.)US | Country9 (26 Wo.)Country | Erstveröffentlichung: 6. Juni 2022 feat. Riley Green                                               |
| 2023 | Angels (Don’t Always Have Wings) Where We Started | US69 Gold · (9 Wo.)US | Country17 (22 Wo.)Country | Erstveröffentlichung: 6. Februar 2023                                                              |
| 2023 | Mamaw’s House 20 Number Ones                      | US55 Gold · (15 Wo.)US | Country14 (26 Wo.)Country | Erstveröffentlichung: 29. September 2023 feat. Morgan Wallen                                       |
| 2024 | Beautiful as You About a Woman                    | US50 Gold · (24 Wo.)US | Country10 (28 Wo.)Country | Erstveröffentlichung: 10. Mai 2024                                                                 |
| 2024 | After All the Bars Are Closed About a Woman       | US35 (… Wo.)US | Country8 (… Wo.)Country | Erstveröffentlichung: 9. August 2024                                                               |
| 2024 | Somethin’ ’Bout a Woman –                         | US65 Gold · (6 Wo.)US | Country17 (24 Wo.)Country | Erstveröffentlichung: 15. November 2024 feat. Teddy Swims                                          |
| Folgende Lieder erschienen nicht als Single, wurden aber durch das Album zum Download und Streaming bereitgestellt und konnten somit eine Platzierung erlangen: |                                                   | | | |
| |                                                   | | | |
| 2013 | Take You Home It Goes Like This                   | — | Country44 (1 Wo.)Country | |
| 2015 | Playing with Fire Tangled Up                      | — | Country40 (1 Wo.)Country | feat. Jordin Sparks                                                                                |
| 2015 | The Day You Stop Lookin’ Back Tangled Up          | — | Country47 (1 Wo.)Country | |
| 2015 | Like It’s the Last Time Tangled Up                | — | Country48 (1 Wo.)Country | |
| 2017 | Sweetheart Life Changes                           | — | Country41 (2 Wo.)Country | |
| 2017 | Drink a Little Beer Life Changes                  | — | Country42 (1 Wo.)Country | feat. Rhett Akins                                                                                  |
| 2017 | When You Look Like That Life Changes              | — | Country49 (1 Wo.)Country | |
| 2019 | Notice Center Point Road                          | — | Country21 (2 Wo.)Country | |
| 2019 | Blessed Center Point Road                         | US— GoldUS | Country39 (1 Wo.)Country | |
| 2019 | Center Point Road                                 | — | Country31 (2 Wo.)Country | feat. Kelsea Ballerini                                                                             |
| 2021 | Growing Up Country Again: Side A                  | — | Country40 (1 Wo.)Country | |
| 2022 | Where We Started                                  | — | Country33 (1 Wo.)Country | mit Katy Perry                                                                                     |

### Singles als Gastmusiker
| Jahr | Titel Album                           | Höchstplatzierung, Gesamtwochen, AuszeichnungChartplatzierungen (Jahr, Titel, Album, Platzierungen, Wochen, Auszeichnungen, Anmerkungen) | Höchstplatzierung, Gesamtwochen, AuszeichnungChartplatzierungen (Jahr, Titel, Album, Platzierungen, Wochen, Auszeichnungen, Anmerkungen) | Anmerkungen                                                                                  |
| Jahr | Titel Album                           | US | Country | Anmerkungen                                                                                  |
| ---- | ------------------------------------- | --- | --- | -------------------------------------------------------------------------------------------- |
| 2014 | Small Town Throwdown Just As I Am     | US67 Gold · (20 Wo.)US | Country13 (26 Wo.)Country | Erstveröffentlichung: 19. Mai 2014 Brantley Gilbert feat. Justin Moore & Thomas Rhett        |
| 2018 | Goodbye Summer I Don’t Believe We Met | — | Country39 (2 Wo.)Country | Erstveröffentlichung: 27. August 2018 mit Danielle Bradberry                                 |
| 2021 | Thank You Lord Chris Tomlin & Friends | US— GoldUS | Country37 (8 Wo.)Country | Erstveröffentlichung: 13. August 2021 Chris Tomlin feat. Thomas Rhett & Florida Georgia Line |
| 2022 | Praise the Lord Cross Country         | US100 Gold · (1 Wo.)US | Country21 (16 Wo.)Country | Erstveröffentlichung: 9. September 2022 Breland feat. Thomas Rhett                           |

## Auszeichnungen für Musikverkäufe
| Silberne Schallplatte - Vereinigtes Königreich - 2023: für die Single Die a Happy Man Goldene Schallplatte - Australien - 2024: für die Single Beer Can’t Fix - 2024: für die Single Die a Happy Man - 2024: für die Single Get Me Some of That - 2024: für die Single It Goes Like This - 2024: für die Single Life Changes - 2024: für die Single Sixteen - 2024: für die Single T-Shirt - 2024: für die Single What’s Your Country Song - 2024: für die Single Craving You - Kanada - 2019: für das Album It Goes Like This - 2020: für das Album Center Point Road - 2021: für die Single What’s Your Country Song - 2023: für das Album Country Again: Side A - 2023: für die Single Angels (Don’t Always Have Wings) - Vereinigte Staaten - 2021: für das Lied Dance with Me | Platin-Schallplatte - Australien - 2024: für die Single Look What God Gave Her - 2024: für die Single Marry Me - 2024: für die Single Unforgettable - Kanada - 2016: für die Single Die a Happy Man - 2018: für die Single Unforgettable - 2018: für die Single Marry Me - 2019: für das Album Life Changes - 2019: für das Album Tangled Up - 2020: für die Single Beer Can’t Fix - 2024: für die Single Beautiful as You - Neuseeland - 2023: für die Single Die a Happy Man 2× Platin-Schallplatte - Kanada - 2023: für das Lied Dance with Me |

Anmerkung: Auszeichnungen in Ländern aus den Charttabellen bzw. Chartboxen sind in ebendiesen zu finden.
| Land/RegionAuszeichnungen für Musikverkäufe (Land/Region, Auszeichnungen, Verkäufe, Quellen) | Silber  | Gold       | Platin       | Diamant  | Verkäufe   | Quellen          |
| -------------------------------------------------------------------------------------------- | ------- | ---------- | ------------ | -------- | ---------- | ---------------- |
| Australien (ARIA)                                                                            | —       | 9× Gold9   | 3× Platin3   | —        | 525.000    | aria.com.au      |
| Kanada (MC)                                                                                  | —       | 5× Gold5   | 9× Platin9   | —        | 920.000    | musiccanada.com  |
| Neuseeland (RMNZ)                                                                            | —       | —          | Platin1      | —        | 30.000     | radioscope.co.nz |
| Vereinigte Staaten (RIAA)                                                                    | —       | 13× Gold13 | 43× Platin43 | Diamant1 | 59.500.000 | riaa.com         |
| Vereinigtes Königreich (BPI)                                                                 | Silber1 | —          | —            | —        | 200.000    | bpi.co.uk        |
| Insgesamt                                                                                    | Silber1 | 27× Gold27 | 56× Platin56 | Diamant1 |            |                  |